# Afroedura waterbergensis
Afroedura waterbergensis — вид геконоподібних ящірок родини геконових (Gekkonidae). Ендемік Південно-Африканської Республіки. Описаний у 2014 році.

## Поширення і екологія
Afroedura waterbergensis мешкають в гірському масиві Ватерберг в провінції Лімпопо. Вони живуть в тріщинах серед пісковикових скель, на висоті 1000 м над рівнем моря.